# The Atlantic
The Atlantic este o revistă americană fondată în 1857 ca The Atlantic Monthly  în Boston, Massachusetts. 
Publicația este deținută în majoritate de Emerson Collective, o organizație condusă de miliardarul filantrop și investitorul Laurene Powell Jobs, care a achiziționat pachetul majoritar de acțiuni în 2017 de la omul de afaceri și editorul David G. Bradley, care păstrează un pachet minoritar și rămâne partener executiv.
Creată ca o revistă literară și de comentarii culturale, ea are o reputație în secolul al XXI-lea de periodic cu un punct de vedere politic moderat. Revista a recunoscut  și publicat, în special, noi scriitori și poeți și a încurajat cariere literare importante. În secolul al XIX-lea, ea a publicat comentariile unor scriitori de frunte cu privire la abolirea sclaviei, educație, și alte probleme majore în afacerile politice contemporane și a continuat să publice idei intelectuale proeminente. Periodicul a fost desemnat Revista Anului de către American Society of Magazine Editors (ASME) în 2016.
Primul număr al revistei a fost publicat de Phillips, Sampson and Company pe 1 noiembrie 1857. Phillips, Sampson and Company era o companie editorială foarte cunoscută la acel moment, condusă de Moses Dresser Phillips, și succesul lansării revistei The Atlantic Monthly în mijlocul Panicii financiare din 1857 s-a datorat în mare parte numelui cunoscut al companiei, recrutării unor autori populari și politicii de marketing și distribuție a lui Moses Dresser Phillips. Inițiatorul revistei și unul dintre fondatori a fost Francis H. Underwood, un asistent al lui Moses Dresser Phillips. Underwood a avut parte de o celebritate mai mică decât cea a partenerilor săi deoarece nu era „nici un farsor, nici un om de la Harvard”. Printre primii autori publicați s-au numărat scriitori importanți, inclusiv Ralph Waldo Emerson; Oliver Wendell Holmes, Sr.; Henry Wadsworth Longfellow; Harriet Beecher Stowe; John Greenleaf Whittier; și James Russell Lowell, care a servit ca primul său redactor. 
După ce s-a confruntat cu dificultăți financiare și o serie de schimbări de proprietate de la sfârșitul secolului al XX-lea, revista a fost reformatată în secolul XXI-lea ca o revistă cu o tematică editorială generală. Axată acum pe „afaceri externe, politică, economie [precum și pe] tendințe culturale”, ea vizează în primul rând un public țintă format din cititori serioși de pe plan național și „lideri de opinie”. În 2010, The Atlantic a obținut pentru prima dată profit după un deceniu de pierderi. În realizarea profilului publicației, The New York Times a remarcat că succesul financiar a fost rezultatul unei „transfuzii culturale, a unei doze de contraintuiție și a unei mulțimi de venituri din publicitate digitală”.

## Istorie literară

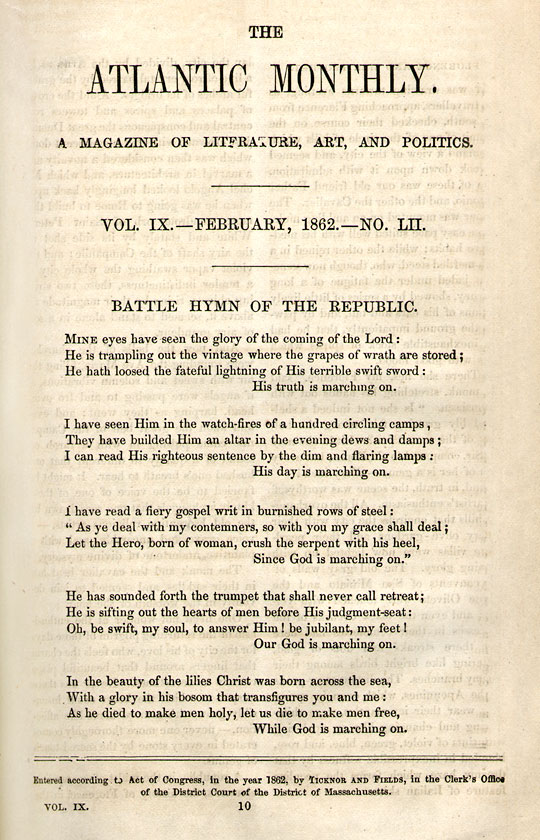
Prima publicare a „Battle Hymn of the Republic”

În calitate de revistă literară de frunte, The Atlantic a publicat mai multe lucrări semnificative ale unor autori valoroși. Ea a fost prima care a publicat scrieri ale aboliționiștilor Julia Ward Howe („Battle Hymn of the Republic” pe 1 februarie 1862), și William Parker, a cărui povestire, „The Freedman's Story”, a fost publicată în februarie și martie 1866. A publicat, de asemenea, articolul  „The New Education” al lui Charles W. Eliot, un apel pentru reforme practice, care a condus la numirea sa la președinția Universității Harvard, din 1869; opere ale lui Charles Wenske înainte de a le aduna în volumul The Conjure Woman (1899); și poezie și proză scurtă, contribuind la lansarea mai multor cariere literar naționale. De exemplu, Emily Dickinson, după ce a citit un articol al lui Thomas Wentworth Higginson din The Atlantic, l-a rugat să-i devină mentor. În 2005, revista a obținut National Magazine Award for fiction.

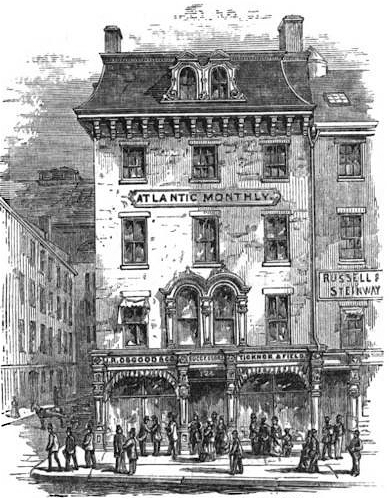
Biroul Atlantic Monthly, Ticknor & Fields, 124 Tremont Street, Boston, ca.1868

Revista a publicat, de asemenea, multe dintre operele lui Mark Twain, inclusiv una care a fost pierdută până în 2001. Redactorii au recunoscut mișcările și schimbările culturale majore; de exemplu, revista a publicat apărarea de către Martin Luther King, Jr. a nesupunerii civice în „Letter from Birmingham Jail” în august 1963.
Revista a publicat, de asemenea, articole de speculații științifice care au inspirat dezvoltarea de noi tehnologii. Exemplul clasic este eseul „As We May Think” (iulie 1945) al lui Vannevar Bush, care l-a inspirat pe Douglas Engelbart și mai târziu pe Ted Nelson să dezvolte stațiile de lucru moderne și tehnologia hipertext.
În anul 2017 printre scriitorii și colaboratorii frecvenți ai revistei se numără James Fallows, Jeffrey Goldberg, Ta-Nehisi Coates, Molly Balon, Caitlin Flanagan, James Hamblin, Julia Ioffe, Jonathan Rauch, Rosie Gray, Gillian White, Adrienne LaFrance, Vann Newkirk, Derek Thompson, David Frum, Peter Beinart și James Parker.

## Proprietari

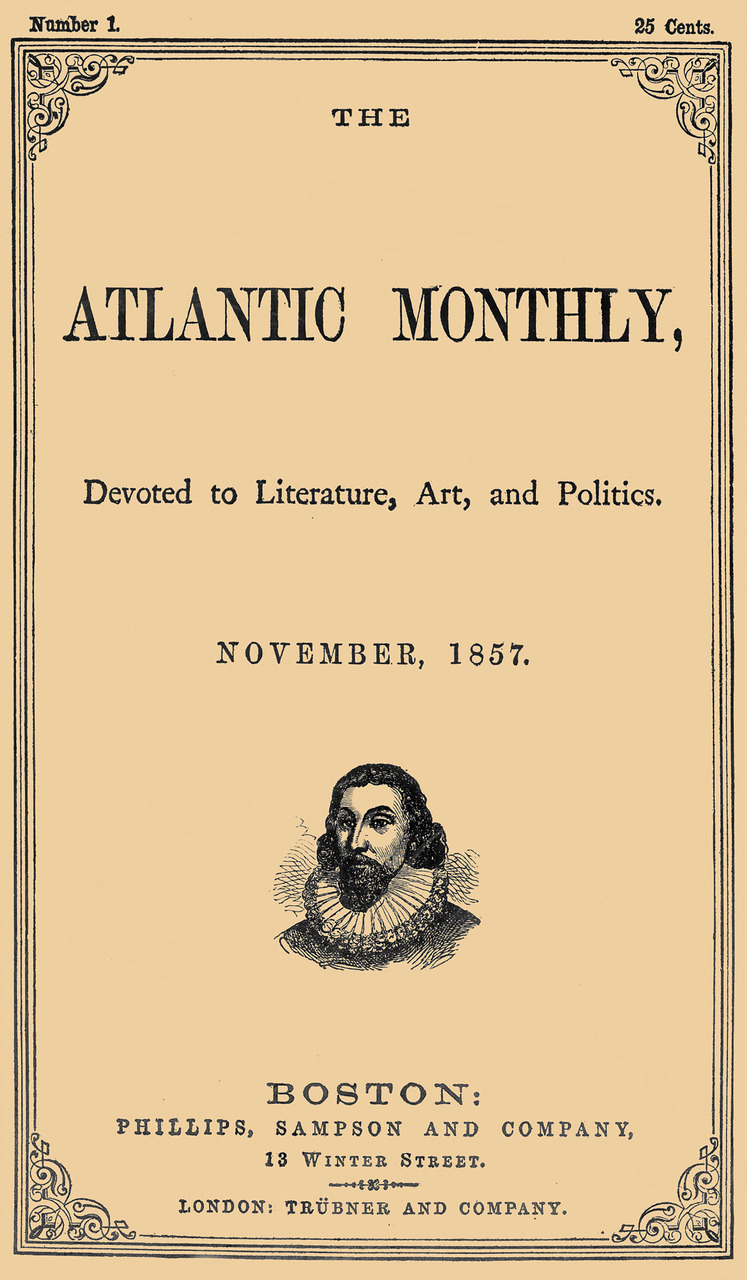
Coperta primului număr al revistei The Atlantic, 1 noiembrie 1857

The Atlantic a fost cunoscută ca o revistă literară a regiunii New England (spre deosebire de Harper's Magazine și mai târziu de The New Yorker, ambele publicate în New York). Ea a obținut o reputație națională și a avut un rol important în promovarea carierei mai multor scriitori și poeți americani. Începând din al treilea an, ea a fost publicată de editura bostoniană Ticknor and Fields (care a devenit mai târziu parte din Houghton Mifflin), cu sediul în orașul cunoscut pentru cultura sa literară. Revista a fost achiziționat în anul 1908 de către redactorul Ellery Sedgwick, dar a rămas în Boston.
În 1980, revista a fost achiziționată de către Mortimer Zuckerman, magnat imobiliar și fondatorul Boston Properties, care a devenit președinte al publicației. Pe 27 septembrie 1999, Zuckerman și-a vândut participația către David G. Bradley, proprietarul National Journal Group, care s-a axat pe știri guvernamentale de la Washington, DC. Bradley a promis că revista va rămâne în Boston pentru viitorul apropiat, așa cum a făcut în următorii cinci ani și jumătate.
Pe 28 iulie 2017, The Atlantic a anunțat că investitoarea multimiliardară și filantroapa Laurene Powell (văduva fostului președinte și director general al Apple Inc. Steve Jobs) a achiziționat majoritatea acțiunilor prin organizația Emerson Collective, iar un membru al conducerii companiei Emerson Colective, Peter Lattman, a fost numit imediat ca vicepreședinte al The Atlantic. David G. Bradley și Atlantic Media a păstrat o participație minoritară după această vânzare.

## Redactori șefi
- James Russell Lowell, 1857-1861
- James Thomas Fields, 1861-1871
- William Dean Howells, 1871-1881
- Thomas Bailey Aldrich, 1881-1890
- Horace Elisha Scudder, 1890-1898
- Walter Hines Page, 1898-1899
- Bliss Perry, 1899-1909
- Ellery Sedgwick, 1909-1938
- Edward A. Weeks, 1938-1966
- Robert Manning, 1966-1980
- William Whitworth, 1980-1999
- Michael Kelly, 1999-2003
- Cullen Murphy, 2003-06 (redactor-șef interimar, nu a fost numit redactor-șef)
- James Bennet, 2006-2016
- Jeffrey Goldberg, 2016–prezent[20]